# Charlotte Lady Blennerhassett

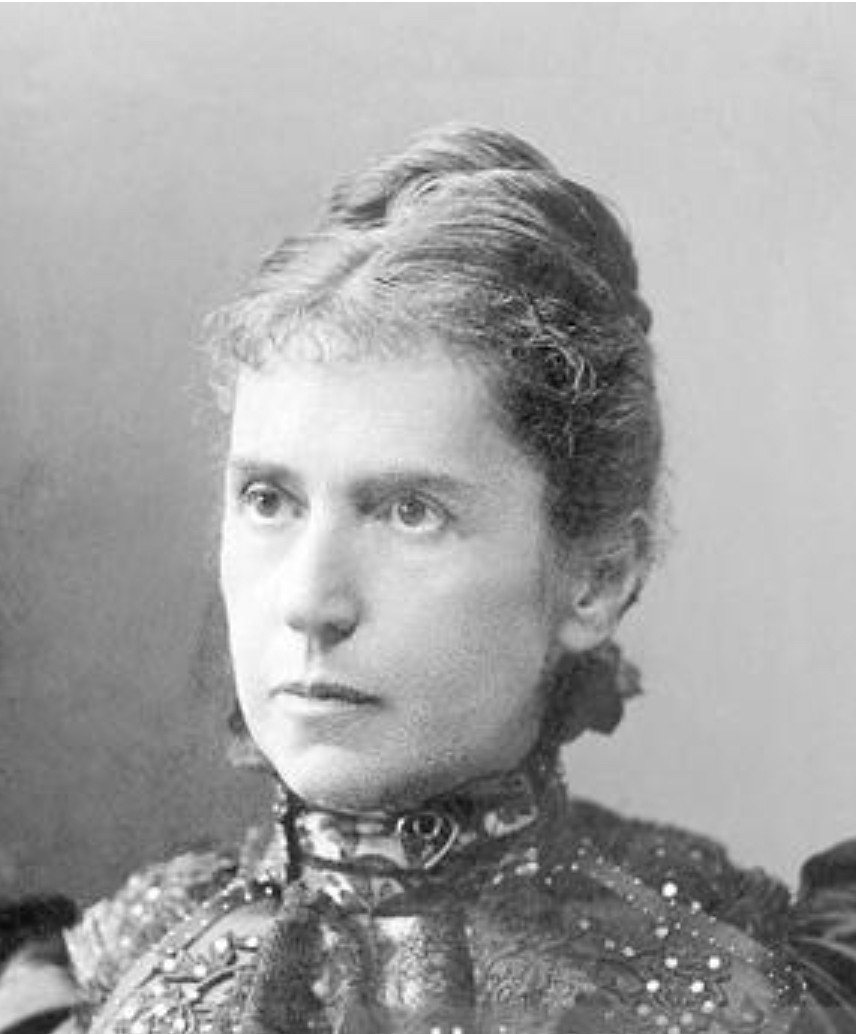
Charlotte Blennerhasset

Charlotte Lady Blennerhassett (* 19. Februar 1843 in München; † 9. Februar 1917 ebenda; geborene Gräfin von Leyden) war eine deutsche Schriftstellerin und Historikerin.

## Leben
Charlotte von Leyden wurde am 19. Februar 1843 in München als Tochter des königlichen Kämmerers Karl Joseph August Graf von Leyden (1806–1876) und seiner Frau Franziska Edle von Weling (1817–1898) geboren. Ihre Bildung erhielt sie standesgemäß in Form von Privatunterricht, später in einem katholischen Internat, aber auch aus eigener umfassender Lektüre. Nach der Rückkehr aus dem Internat 1858 war ihre Rolle als junge Frau zunächst vor allem die einer Heiratskandidatin. Zwei geplante Eheschließungen scheiterten jedoch an der Frage der Mitgift. 1870 heiratete sie schließlich den irischen Baronet Sir Rowland Blennerhassett (1839–1909), mit dem sie zwischen 1871 und 1886 in London lebte. Aus der Verbindung gingen vier Kinder hervor: Maria Carola (1876), Arthur (1871), Paul (1878, er starb nach zwei Monaten) und William (1882).
Bekanntheit erlangte Charlotte Lady Blennerhassett vor allem durch ihre Aufsehen erregende Freundschaft zu dem Theologen Ignaz von Döllinger, den sie 1865 in München kennengelernt hatte und der für sie die Rolle eines geistigen Mentors einnahm sowie sie zu eigenständiger wissenschaftlich-schriftstellerischer Tätigkeit ermutigte. Die beiden blieben sich, trotz des großen Altersunterschiedes, über zwanzig Jahre hinweg freundschaftlich verbunden, wovon ein reger Briefwechsel zeugt.
Bei Aufenthalten in Belgien 1868 und in Paris 1869 fand Blennerhassett Anschluss an einen Kreis liberaler Katholiken, darunter Félix Dupanloup, Bischof von Orléans, und Alphonse Gratry, aber auch zahlreiche Frauen. Als Sympathisantin der liberalen Bischöfe verbrachte sie im Winter 1869/70 während des ersten vatikanischen Konzils zwei Monate in Rom, unter anderem in den Kreisen von Lord Acton, mit dem sie, im Gegensatz zu Döllinger, eine kirchenkritische Haltung bei gleichzeitigem Festhalten an der Kirchenzugehörigkeit, trotz des für die liberalen Katholiken und Infallibilitätsgegner enttäuschenden Ausgangs des Vaticanums, teilte.
Blennerhassett veröffentlichte im Laufe ihres Lebens – vor allem nach ihrer Rückkehr nach München 1886 – 16 Monographien, 110 Essays und umfangreichere Rezensionen sowie 417 kleinere Buchbesprechungen. Ihr Werk umfasst vor allem biographische Studien, unter anderem über Madame de Stael, Talleyrand, Gabriele D’Annunzio, Marie-Antoinette und John Henry Newman.
Zu ihren Korrespondenzpartnern und Freunden gehörte auch Therese von Bayern. Nach dieser bekam Blennerhassett 1898 als zweite Frau überhaupt von der Ludwig-Maximilians-Universität München den Ehrendoktortitel verliehen.
Charlotte Blennerhasset starb 1917 kurz vor ihrem 74. Geburtstag in München.

## Grabstätte

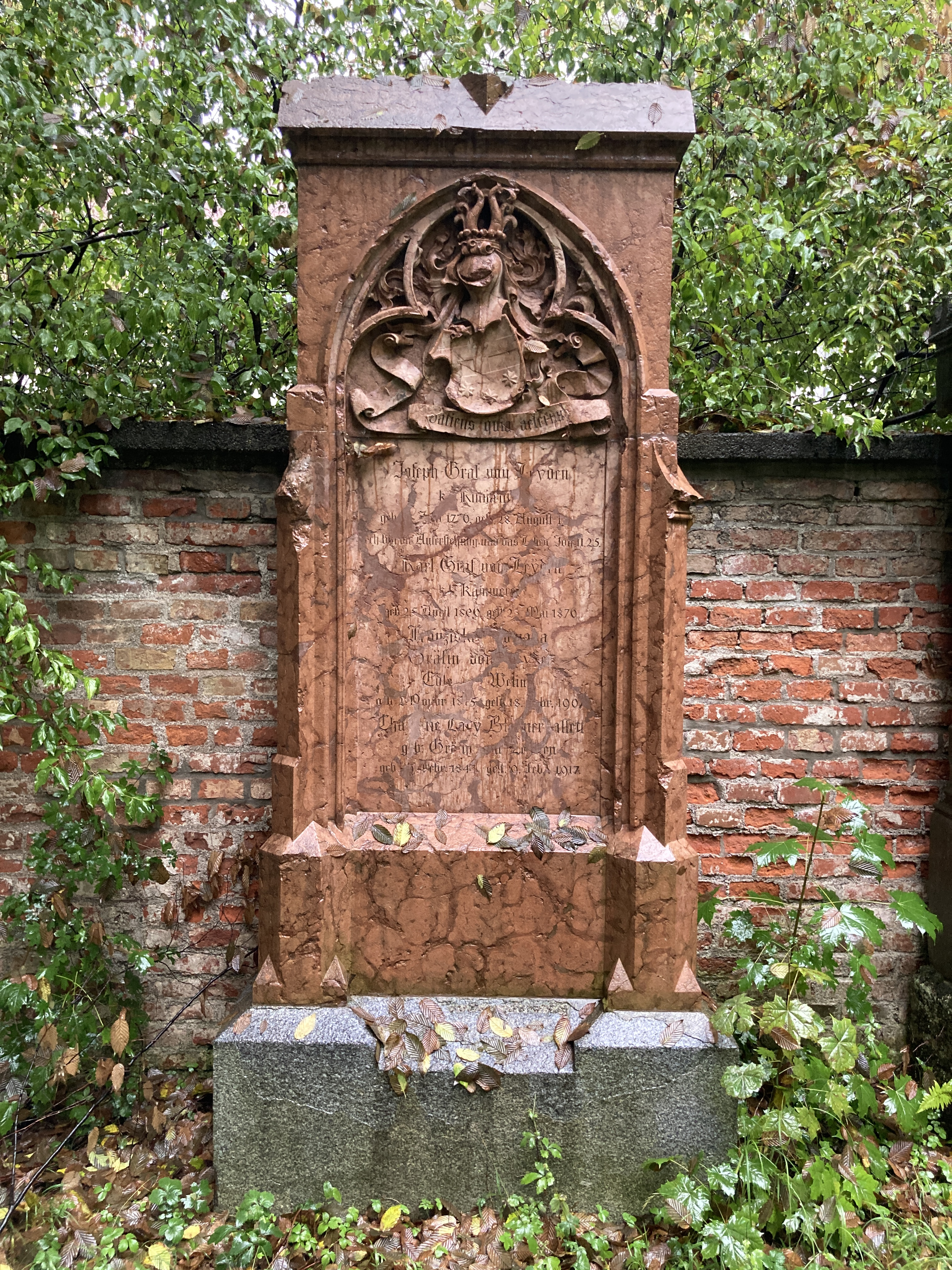
Grab von Charlotte Blennerhasset auf dem Alten Südlichen Friedhof in München

Die Grabstätte von Charlotte Blennerhasset befindet sich auf dem Alten Südlichen Friedhof in München (Mauer Rechts Platz 349 bei Gräberfeld 18) Standort

## Werke (Auswahl)
- Frau von Staël, ihre Freunde und ihre Bedeutung in Politik und Literatur. Berlin 1887–1889. archive.org
- John Henry Kardinal Newman: ein Beitrag zur religiösen Entwicklungsgeschichte der Gegenwart. Berlin 1904. archive.org